# Scheldeprijs 2018
Lo Scheldeprijs 2018, centoquattresima edizione della corsa, valevole come evento dell'UCI Europe Tour 2018 categoria 1.HC, si svolse il 4 aprile 2018 per un percorso di 200,4 km, con partenza da Terneuzen, nei Paesi Bassi, ed arrivo a Schoten, in Belgio. La vittoria fu appannaggio dell'olandese Fabio Jakobsen, che terminò la gara in 4h23'51" alla media di 45,570 km/h, precedendo il tedesco Pascal Ackermann e il britannico Christopher Lawless. 
Al traguardo di Schoten furono 58 i ciclisti, dei 156 partiti da Terneuzen, che portarono a termine la competizione.

## Squadre e corridori partecipanti
| N.      | Cod. | Squadra                        |
| ------- | ---- | ------------------------------ |
| 1-7     | TKA  | Team Katusha Alpecin           |
| 11-17   | BOH  | Bora-Hansgrohe                 |
| 21-27   | QST  | Quick-Step Floors              |
| 31-37   | LTS  | Lotto Soudal                   |
| 41-47   | DDD  | Team Dimension Data            |
| 51-57   | TLJ  | Team Lotto NL-Jumbo            |
| 61-67   | SKY  | Team Sky                       |
| 71-77   | SUN  | Team Sunweb                    |
| 81-87   | GFC  | Groupama-FDJ                   |
| 91-97   | AST  | Astana Pro Team                |
| 101-106 | EFD  | Team EF Education First-Drapac |
| 111-117 | ABS  | Aqua Blue Sport                |

| N.      | Cod. | Squadra                      |
| ------- | ---- | ---------------------------- |
| 121-127 | COF  | Cofidis, Solutions Crédits   |
| 131-137 | FST  | Team Fortuneo-Samsic         |
| 141-147 | ICA  | Israel Cycling Academy       |
| 151-157 | RNL  | Roompot-Nederlandse Loterij  |
| 161-167 | SVB  | Sport Vlaanderen-Baloise     |
| 171-177 | VWC  | Veranda's Willems-Crelan     |
| 181-187 | VCC  | Vital Concept Cycling Club   |
| 191-197 | WGG  | Wanty-Groupe Gobert          |
| 201-207 | WVA  | WB Aqua Protect Veranclassic |
| 211-217 | CCC  | CCC Sprandi Polkowice        |
| 221-227 | UHC  | UnitedHealthcare             |

## Ordine d'arrivo (Top 10)
| Pos. | Corridore           | Squadra       | Tempo    |
| ---- | ------------------- | ------------- | -------- |
| 1    | Fabio Jakobsen      | Quick-Step    | 4h23'51" |
| 2    | Pascal Ackermann    | Bora          | s.t.     |
| 3    | Christopher Lawless | Sky           | s.t.     |
| 4    | Jens Debusschere    | Lotto         | s.t.     |
| 5    | Jérémy Lecroq       | Vital Concept | s.t.     |
| 6    | Max Walscheid       | Sunweb        | s.t.     |
| 7    | Timothy Dupont      | Wanty         | s.t.     |
| 8    | Jonas Rickaert      | Sport Vl.     | s.t.     |
| 9    | Bram Welten         | Fortuneo      | s.t.     |
| 10   | Marco Haller        | Katusha       | s.t.     |